# Élections législatives de 1958 dans le Calvados
Les élections législatives françaises de 1958 se déroulent les 23 et 30 novembre 1958. Dans le département du Calvados, cinq députés sont à élire dans le cadre de cinq circonscriptions.

## Élus
| Circonscription | Député élu             | Parti | Parti |
| --------------- | ---------------------- | ----- | ----- |
| 1re             | Henri-François Buot    |       | UNR   |
| 2e              | Robert Bisson          |       | UNR   |
| 3e              | Edmond Duchesne        |       | CNIP  |
| 4e              | Raymond Triboulet      |       | UNR   |
| 5e              | Jacques Le Roy Ladurie |       | CNIP  |

## Système électoral
Pour la première fois depuis 1936, les élections législatives ont lieu au scrutin uninominal majoritaire à deux tours dans des circonscriptions uninominales.
Est élu au premier tour le candidat qui réunit la majorité absolue des suffrages exprimés et un nombre de voix au moins égal au quart (25 %) des électeurs inscrits dans la circonscription. Si aucun des candidats ne satisfait ces conditions, un second tour est organisé entre les candidats ayant réuni un nombre de voix au moins égal à 5 % des suffrages exprimés. Au second tour, le candidat arrivé en tête est déclaré élu.
Le seuil de qualification, basé sur un pourcentage relativement faible des suffrages exprimés, tend à faciliter l'accès au second tour de plus de deux candidats. Les candidats en lice au second tour peuvent ainsi fréquemment être trois, un cas de figure appelé « triangulaire ». Lorsque quatre candidats s'affrontent au second tour, on parle de « quadrangulaire ».

## Résultats

### Résultats à l'échelle du département
| Parti          | Parti                                            | Premier tour | Premier tour | Second tour | Second tour | Sièges |
| Parti          | Parti                                            | Voix         | %            | Voix        | %           | Sièges |
| -------------- | ------------------------------------------------ | ------------ | ------------ | ----------- | ----------- | ------ |
|                | Union pour la nouvelle République                | 67 463       | 33,55        | 31 867      | 25,38       | 3      |
|                | Centre national des indépendants et paysans      | 44 085       | 21,92        | 34 028      | 27,10       | 2      |
|                | Modérés                                          | 5 876        | 2,92         | 4 595       | 3,66        | 0      |
|                | Droite parlementaire                             | 117 424      | 58,39        | 70 490      | 56,14       | 5      |
|                |                                                  |              |              |             |             |        |
|                | Parti communiste français                        | 26 015       | 12,94        | 13 416      | 10,69       | 0      |
|                | Section française de l'Internationale ouvrière   | 17 788       | 8,85         | 16 987      | 13,53       | 0      |
|                | Mouvement républicain populaire                  | 16 876       | 8,39         | Retrait     | Retrait     | 0      |
|                | Extrême droite                                   | 12 894       | 6,41         | 14 055      | 11,19       | 0      |
|                | Centre républicain                               | 6 369        | 3,17         | 10 611      | 8,45        | 0      |
|                | Parti républicain, radical et radical-socialiste | 3 722        | 1,85         |             |             | 0      |
|                |                                                  |              |              |             |             |        |
| Inscrits       | Inscrits                                         | 266 728      | 100,00       | 173 633     | 100,00      | 5      |
| Abstentions    | Abstentions                                      | 58 816       | 22,05        | 44 109      | 25,4        |        |
| Votants        | Votants                                          | 207 912      | 77,95        | 129 524     | 74,6        |        |
| Blancs et nuls | Blancs et nuls                                   | 6 824        | 3,28         | 3 965       | 3,06        |        |
| Exprimés       | Exprimés                                         | 201 088      | 96,72        | 125 559     | 96,94       |        |

### Résultats par circonscription

#### Première circonscription (Caen)
| Candidat       | Candidat                | Parti          | Premier tour | Premier tour | Second tour | Second tour |  |
| Candidat       | Candidat                | Parti          | Voix         | %            | Voix        | %           |  |
| -------------- | ----------------------- | -------------- | ------------ | ------------ | ----------- | ----------- |  |
|                | Henri-François Buot élu | UNR            | 17 853       | 32,98        | 31 867      | 65,23       |  |
|                | Jean-Marie Louvel       | MRP            | 16 876       | 31,17        | Retrait     | Retrait     |  |
|                | Charles Margueritte     | SFIO           | 10 363       | 19,14        | 16 987      | 34,77       |  |
|                | Robert Lakota           | PCF            | 7 515        | 13,88        | Retrait     | Retrait     |  |
|                | Auguste Gautier         | Modérés        | 1 529        | 2,82         | Retrait     | Retrait     |  |
|                |                         |                |              |              |             |             |  |
| Inscrits       | Inscrits                | Inscrits       | 70 043       | 100,00       | 70 003      | 100,00      |  |
| Abstentions    | Abstentions             | Abstentions    | 14 550       | 20,77        | 19 035      | 27,19       |  |
| Votants        | Votants                 | Votants        | 55 493       | 79,23        | 50 968      | 72,81       |  |
| Blancs et nuls | Blancs et nuls          | Blancs et nuls | 1 357        | 2,45         | 2 114       | 4,15        |  |
| Exprimés       | Exprimés                | Exprimés       | 54 136       | 97,55        | 48 854      | 95,85       |  |

#### Deuxième circonscription (Falaise - Lisieux)
|                | Robert Bisson élu | UNR            | 23 663 | 62,73  |  |  |  |
|                | Joseph Laniel     | CNIP           | 5 166  | 13,7   |  |  |  |
|                | Auguste Vrel      | PCF            | 4 006  | 10,62  |  |  |  |
|                | Arsène Richard    | SFIO           | 3 405  | 9,03   |  |  |  |
|                | Pierre Souëf      | Extrême droite | 1 479  | 3,92   |  |  |  |
|                |                   |                |        |        |  |  |  |
| Inscrits       | Inscrits          | Inscrits       | 49 507 | 100,00 |  |  |  |
| Abstentions    | Abstentions       | Abstentions    | 10 865 | 21,95  |  |  |  |
| Votants        | Votants           | Votants        | 38 642 | 78,05  |  |  |  |
| Blancs et nuls | Blancs et nuls    | Blancs et nuls | 923    | 2,39   |  |  |  |
| Exprimés       | Exprimés          | Exprimés       | 37 719 | 97,61  |  |  |  |

#### Troisième circonscription (Pont-l'Évêque)
| Candidat       | Candidat            | Parti          | Premier tour | Premier tour | Second tour | Second tour |  |
| Candidat       | Candidat            | Parti          | Voix         | %            | Voix        | %           |  |
| -------------- | ------------------- | -------------- | ------------ | ------------ | ----------- | ----------- |  |
|                | Edmond Duchesne élu | app. CNIP      | 13 623       | 32,54        | 19 337      | 46,98       |  |
|                | André Lenormand     | PCF            | 9 317        | 22,25        | 11 211      | 27,24       |  |
|                | Camille Liegeard    | CNIP           | 7 053        | 16,85        | Retrait     | Retrait     |  |
|                | Georges Lepeltier   | CR             | 6 369        | 15,21        | 10 611      | 25,78       |  |
|                | Gilles Dudouit      | UNR            | 5 504        | 13,15        | Retrait     | Retrait     |  |
|                |                     |                |              |              |             |             |  |
| Inscrits       | Inscrits            | Inscrits       | 54 994       | 100,00       | 54 990      | 100,00      |  |
| Abstentions    | Abstentions         | Abstentions    | 11 989       | 21,8         | 13 115      | 23,85       |  |
| Votants        | Votants             | Votants        | 43 005       | 78,2         | 41 875      | 76,15       |  |
| Blancs et nuls | Blancs et nuls      | Blancs et nuls | 1 139        | 2,65         | 716         | 1,71        |  |
| Exprimés       | Exprimés            | Exprimés       | 41 866       | 97,35        | 41 159      | 98,29       |  |

#### Quatrième circonscription (Bayeux)
|                | Raymond Triboulet élu | UNR            | 20 443 | 63,19  |  |  |  |
|                | François d'Harcourt   | CNIP           | 5 556  | 17,17  |  |  |  |
|                | Pierre Legrand        | Radsoc         | 3 722  | 11,51  |  |  |  |
|                | Marcel Moreau         | PCF            | 2 630  | 8,13   |  |  |  |
|                |                       |                |        |        |  |  |  |
| Inscrits       | Inscrits              | Inscrits       | 43 538 | 100,00 |  |  |  |
| Abstentions    | Abstentions           | Abstentions    | 10 141 | 23,29  |  |  |  |
| Votants        | Votants               | Votants        | 33 397 | 76,71  |  |  |  |
| Blancs et nuls | Blancs et nuls        | Blancs et nuls | 1 046  | 3,13   |  |  |  |
| Exprimés       | Exprimés              | Exprimés       | 32 351 | 96,87  |  |  |  |

#### Cinquième circonscription (Vire)
| Candidat       | Candidat                   | Parti          | Premier tour | Premier tour | Second tour | Second tour |  |
| Candidat       | Candidat                   | Parti          | Voix         | %            | Voix        | %           |  |
| -------------- | -------------------------- | -------------- | ------------ | ------------ | ----------- | ----------- |  |
|                | Jacques Le Roy Ladurie élu | CNIP           | 12 687       | 36,23        | 14 691      | 41,33       |  |
|                | Camille Voivenel           | Extrême droite | 11 415       | 32,6         | 14 055      | 39,54       |  |
|                | Henri de Perczynski        | Modérés        | 4 347        | 12,41        | 4 595       | 12,93       |  |
|                | Alphonse Savey             | SFIO           | 4 020        | 11,48        | Retrait     | Retrait     |  |
|                | Eugène Bourey              | PCF            | 2 547        | 7,27         | 2 205       | 6,2         |  |
|                |                            |                |              |              |             |             |  |
| Inscrits       | Inscrits                   | Inscrits       | 48 646       | 100,00       | 48 640      | 100,00      |  |
| Abstentions    | Abstentions                | Abstentions    | 11 271       | 23,17        | 11 959      | 24,59       |  |
| Votants        | Votants                    | Votants        | 37 375       | 76,83        | 36 681      | 75,41       |  |
| Blancs et nuls | Blancs et nuls             | Blancs et nuls | 2 359        | 6,31         | 1 135       | 3,09        |  |
| Exprimés       | Exprimés                   | Exprimés       | 35 016       | 93,69        | 35 546      | 96,91       |  |